# Windsurf World Cup 2011
Der Windsurf World Cup 2011 begann mit dem Slalom- und Freestyle-Event in Mũi Né (Vietnam) am 25. Februar 2011 und endete mit dem Super-Grand-Slam auf Sylt (Deutschland) am 2. Oktober 2011.

## World-Cup-Wertungen

### Wave
| Rang | Name                   | Land                   | Punkte |
| ---- | ---------------------- | ---------------------- | ------ |
| 01   | Philip Köster          | Deutschland            | 6300   |
| 02   | Ricardo Campello       | Venezuela              | 6003   |
| 03   | Kauli Seadi            | Brasilien              | 5904   |
| 04   | Víctor Fernández López | Spanien                | 5888   |
| 05   | Daniel Bruch           | Deutschland            | 5740   |
| 06   | Dario Ojeda            | Spanien                | 5707   |
| 07   | Thomas Traversa        | Frankreich             | 5443   |
| 08   | Alex Mussolini         | Spanien                | 5311   |
| 09   | Marcilio Browne        | Brasilien              | 5278   |
| 10   | Ross Williams          | Vereinigtes Königreich | 5229   |

| Rang | Name                | Land         | Punkte |
| ---- | ------------------- | ------------ | ------ |
| 01   | Daida Ruano Moreno  | Spanien      | 4200   |
| 02   | Iballa Ruano Moreno | Spanien      | 4134   |
| 03   | Nayra Alonso        | Spanien      | 4035   |
| 04   | Karin Jaggi         | Schweiz      | 4035   |
| 05   | Evi Tsape           | Griechenland | 3876   |
| 06   | Laure Treboux       | Schweiz      | 3854   |
| 07   | Alice Arutkin       | Frankreich   | 3673   |
| 07   | Fanny Aubet         | Frankreich   | 3673   |
| 07   | Heike Reimann       | Deutschland  | 3673   |
| 10   | Eva Oude Ophuis     | Frankreich   | 3574   |
| 10   | Justyna Sniady      | Polen        | 3574   |

### Freestyle
| Rang | Name                   | Land        | Punkte |
| ---- | ---------------------- | ----------- | ------ |
| 01   | Steven van Broeckhoven | Belgien     | 10434  |
| 02   | Kiri Thode             | Bonaire     | 10368  |
| 03   | Gollito Estredo        | Venezuela   | 10269  |
| 04   | Elton Frans            | Bonaire     | 10005  |
| 05   | Davy Scheffers         | Niederlande | 09758  |
| 06   | Everon Frans           | Bonaire     | 09758  |
| 07   | Anthony Ruenes         | Frankreich  | 09462  |
| 08   | Dieter van der Eyken   | Belgien     | 09462  |
| 09   | Philip Soltysiak       | Kanada      | 09280  |
| 10   | Björn Saragoza         | Bonaire     | 09098  |

| Rang | Name                      | Land                   | Punkte |
| ---- | ------------------------- | ---------------------- | ------ |
| 01   | Sarah-Quita Offringa      | Aruba                  | 6300   |
| 02   | Laure Treboux             | Schweiz                | 6201   |
| 03   | Yolanda Freites de Brendt | Venezuela              | 6069   |
| 04   | Xenia Kessler             | Dänemark               | 6003   |
| 05   | Arriane Aukes             | Niederlande            | 5904   |
| 06   | Mio Anayama               | Japan                  | 5838   |
| 07   | Maxime van Gent           | Bonaire                | 3772   |
| 08   | Danielle Lucas            | Vereinigtes Königreich | 1886   |
| 08   | Svetlana Martynova        | Russland               | 1886   |
| 08   | Daniela Simal             | Bonaire                | 1886   |
| 08   | Amanda Westera            | Aruba                  | 1886   |

### Slalom
| Rang | Name              | Land                         | Punkte |
| ---- | ----------------- | ---------------------------- | ------ |
| 01   | Bjørn Dunkerbeck  | Schweiz                      | 10467  |
| 02   | Antoine Albeau    | Frankreich                   | 10368  |
| 03   | Ben van der Steen | Niederlande                  | 10170  |
| 04   | Cyril Moussilmani | Frankreich                   | 09840  |
| 05   | Finian Maynard    | Britische Jungferninseln     | 09774  |
| 06   | Micah Buzianis    | Vereinigte Staaten           | 09378  |
| 07   | Peter Volwater    | Niederlande                  | 09279  |
| 08   | Julien Quentel    | Frankreich                   | 09213  |
| 09   | Josh Angulo       | Kap Verde                    | 08982  |
| 10   | Jimmy Diaz        | Amerikanische Jungferninseln | 08949  |

| Rang | Name                        | Land       | Punkte |
| ---- | --------------------------- | ---------- | ------ |
| 01   | Sarah-Quita Offringa        | Aruba      | 6267   |
| 02   | Karin Jaggi                 | Schweiz    | 6234   |
| 03   | Valérie Arrighetti-Ghibaudo | Frankreich | 6168   |
| 04   | Alice Arutkin               | Frankreich | 6003   |
| 05   | Fanny Aubet                 | Frankreich | 5904   |
| 06   | Lena Erdil                  | Türkei     | 5871   |
| 07   | Delphine Cousin             | Frankreich | 5772   |
| 08   | Lise Vidal                  | Frankreich | 5772   |
| 09   | Çağla Kubat                 | Türkei     | 5640   |
| 10   | Greta Benvenuti             | Italien    | 5343   |

## Podestplatzierungen Männer

### Wave
| Datum               | Ort            | 1. Platz                      | 2. Platz                      | 3. Platz                      |
| ------------------- | -------------- | ----------------------------- | ----------------------------- | ----------------------------- |
| 05.07. – 10.07.2011 | Pozo Izquierdo | Philip Köster                 | Víctor Fernández López        | Dario Ojeda                   |
| 14.07. – 20.07.2011 | El Médano      | Philip Köster                 | Daniel Bruch                  | Jaeger Stone                  |
| 12.09. – 18.09.2011 | Klitmøller     | Philip Köster                 | Ricardo Campello              | Víctor Fernández López        |
| 23.09. – 02.10.2011 | Sylt           | Wegen zu wenig Wind abgesagt. | Wegen zu wenig Wind abgesagt. | Wegen zu wenig Wind abgesagt. |

### Freestyle
| Datum               | Ort           | 1. Platz                      | 2. Platz                      | 3. Platz                      |
| ------------------- | ------------- | ----------------------------- | ----------------------------- | ----------------------------- |
| 25.02. – 05.03.2011 | Mũi Né        | Kiri Thode                    | Gollito Estredo               | Elton Frans                   |
| 29.04. – 04.05.2011 | Podersdorf    | Steven van Broeckhoven        | Kiri Thode                    | Davy Scheffers                |
| 12.06. – 16.06.2011 | Kralendijk    | Kiri Thode                    | Steven van Broeckhoven        | Elton Frans                   |
| 19.06. – 26.06.2011 | Noord         | Steven van Broeckhoven        | Kiri Thode                    | Gollito Estredo               |
| 30.06. – 03.07.2011 | Costa Teguise | Gollito Estredo               | Steven van Broeckhoven        | Kiri Thode                    |
| 22.07. – 01.08.2011 | Costa Calma   | Steven van Broeckhoven        | Gollito Estredo               | Kiri Thode                    |
| 23.09. – 02.10.2011 | Sylt          | Wegen zu wenig Wind abgesagt. | Wegen zu wenig Wind abgesagt. | Wegen zu wenig Wind abgesagt. |

### Slalom
| Datum               | Ort                | 1. Platz                      | 2. Platz                      | 3. Platz                      |
| ------------------- | ------------------ | ----------------------------- | ----------------------------- | ----------------------------- |
| 25.02. – 05.03.2011 | Mũi Né             | Bjørn Dunkerbeck              | Antoine Albeau                | Jimmy Diaz                    |
| 14.05. – 20.05.2011 | Ulsan              | Bjørn Dunkerbeck              | Antoine Albeau                | Josh Angulo                   |
| 31.05. – 05.06.2011 | Sant Pere Pescador | Antoine Albeau                | Bjørn Dunkerbeck              | Ben van der Steen             |
| 19.06. – 26.06.2011 | Noord              | Bjørn Dunkerbeck              | Ben van der Steen             | Antoine Albeau                |
| 22.07. – 01.08.2011 | Costa Calma        | Antoine Albeau                | Cyril Moussilmani             | Ben van der Steen             |
| 08.08. – 13.08.2011 | Alaçatı            | Bjørn Dunkerbeck              | Ben van der Steen             | Antoine Albeau                |
| 23.09. – 02.10.2011 | Sylt               | Wegen zu wenig Wind abgesagt. | Wegen zu wenig Wind abgesagt. | Wegen zu wenig Wind abgesagt. |

## Podestplatzierungen Frauen

### Wave
| Datum               | Ort            | 1. Platz                      | 2. Platz                      | 3. Platz                      |
| ------------------- | -------------- | ----------------------------- | ----------------------------- | ----------------------------- |
| 05.07. – 10.07.2011 | Pozo Izquierdo | Daida Ruano Moreno            | Iballa Ruano Moreno           | Karin Jaggi                   |
| 14.07. – 20.07.2011 | El Médano      | Daida Ruano Moreno            | Iballa Ruano Moreno           | Nayra Alonso                  |
| 23.09. – 02.10.2011 | Sylt           | Wegen zu wenig Wind abgesagt. | Wegen zu wenig Wind abgesagt. | Wegen zu wenig Wind abgesagt. |

### Freestyle
| Datum               | Ort         | 1. Platz             | 2. Platz      | 3. Platz                  |
| ------------------- | ----------- | -------------------- | ------------- | ------------------------- |
| 12.06. – 16.06.2011 | Kralendijk  | Sarah-Quita Offringa | Laure Treboux | Yolanda Freites de Brendt |
| 19.06. – 26.06.2011 | Noord       | Sarah-Quita Offringa | Laure Treboux | Xenia Kessler             |
| 22.07. – 01.08.2011 | Costa Calma | Sarah-Quita Offringa | Laure Treboux | Yolanda Freites de Brendt |

### Slalom
| Datum                   | Ort     | 1. Platz                    | 2. Platz             | 3. Platz                    |
| ----------------------- | ------- | --------------------------- | -------------------- | --------------------------- |
| 25.02.2011 – 05.03.2011 | Mũi Né  | Sarah-Quita Offringa        | Karin Jaggi          | Alice Arutkin               |
| 14.05.2011 – 20.05.2011 | Ulsan   | Valérie Arrighetti-Ghibaudo | Lise Vidal           | Sarah-Quita Offringa        |
| 19.06.2011 – 26.06.2011 | Noord   | Sarah-Quita Offringa        | Karin Jaggi          | Valérie Arrighetti-Ghibaudo |
| 08.08.2011 – 13.08.2011 | Alaçatı | Karin Jaggi                 | Sarah-Quita Offringa | Valérie Arrighetti-Ghibaudo |

## Nationencup
| Rang | Land        | Punkte |
| ---- | ----------- | ------ |
| 01   | Frankreich  | 11,7   |
| 02   | Niederlande | 16     |
| 03   | Schweiz     | 24,5   |
| 04   | Venezuela   | 25     |
| 05   | Spanien     | 28     |

## Konstrukteurscup
| Rang | Firma        | Punkte |
| ---- | ------------ | ------ |
| 01   | Starboard    | 2,1    |
| 02   | JP Australia | 9      |
| 03   | Fanatic      | 10     |
| 04   | Tabou        | 11     |
| 05   | RRD          | 15     |

| Rang | Firma       | Punkte |
| ---- | ----------- | ------ |
| 01   | Neil Pryde  | 7,7    |
| 02   | Severne     | 8,7    |
| 02   | North Sails | 9      |
| 04   | Gaastra     | 9,7    |
| 05   | Simmer      | 15     |

| Rang | Firma       | Punkte |
| ---- | ----------- | ------ |
| 01   | Neil Pryde  | 7,7    |
| 02   | Severne     | 8,7    |
| 02   | North Sails | 9      |
| 04   | Gaastra     | 9,7    |
| 05   | Simmer      | 15     |